# فيض أباد (تكاب)
فيض أباد هي قرية في مقاطعة تكاب، إيران. عدد سكان هذه القرية هو 232 في سنة 2006.